# Autoceļš A6
L'autoceļš A6 è una delle più importanti strade statali della Lettonia. Lunga 306 km, unisce la capitale Riga con Daugavpils, la seconda città del paese baltico, e la frontiera bielorussa.
Oltre confine continua come P3. Attualmente la A6 ha due corsie per senso di marcia tra Riga e Ogre e tra Nīcgale e Daugavpils, mentre altre parti hanno una sola carreggiata.